# 小金井市立小金井第一中学校
小金井市立小金井第一中学校（こがねいしりつ こがねいだいいち ちゅうがっこう）は、東京都小金井市桜町二丁目にある市立の中学校。
スタジオジブリ映画『耳をすませば』の主人公である月島雫が通う「緑町立向い原中学校」のモデルとなっている。

## 沿革
- 1947年　開校

旧陸軍の技術研究所の跡地を利用している。
- 2017年　創立70周年記念式典

## 部活動

### 運動系
- 野球部
- サッカー部
- テニス部
- ソフトテニス部(女子のみ)
- 陸上部(廃部)
- 卓球部
- 女子バスケットボール部
- 男子バレーボール部
- 女子バレーボール部
- 剣道部（廃部）
- ソフトボール部（廃部）
- バドミントン部（廃部）
- フィールドワーク部（廃部）

### 文化系
- 吹奏楽部
- 美術部
- ハンドクラフト部→手芸部、工作部
- 合唱部(廃部)
- 朗読部（廃部）
- 茶道部（廃部）
- 英語部（廃部）

## 出身者
- 金田和也（競泳選手）
- キン・シオタニ（イラストレーター）
- SOFFet
- 横山北斗（評論家、元衆議院議員）
- 鈴木陽悦（秋田テレビアナ、元参議院議員）